# Жгутово (Красноярский край)
Жгу́тово — деревня в Назаровском районе Красноярского края России. Входит в состав Степновского сельсовета.

## География
Деревня находится на расстоянии 45 км к югу от города Назарово, административного центра района.

## Население
| 2010 |
| ---- |
| 390  |

### Гендерный состав
По данным Всероссийской переписи населения 2010 года, в деревне проживало 390 человек (186 мужчин и 204 женщины).